# Tornby Station
Tornby Station er en dansk jernbanestation i den nordlige del af byen Tornby mellem Hjørring og Hirtshals i Vendsyssel. Stationen ligger på Hirtshalsbanen mellem Vidstrup Station og Horne Station og betjenes af tog fra Nordjyske Jernbaner.